# 臥龍彎貝介
臥龍彎貝介（学名：Loxoconcha wolunga）为彎貝介科彎貝介屬下的一个种。